# Android 16
Android 16 ist die sechzehnte Hauptversion von Android, dem mobilen Betriebssystem, das von der Open Handset Alliance unter der Leitung von Google entwickelt wird. Die erste Developer-Preview wurde am 19. November 2024 veröffentlicht. Google veröffentlichte die finale Version am 10. Juni 2025.

## Geschichte

Android 16 Developer-Preview Logo

Android 16 wurde in einem Android-Blog am 19. November 2024 angekündigt. Eine Developer-Preview wurde sofort veröffentlicht, sowie eine Roadmap mit den Daten von Updates. Am 18. Dezember 2024 folgte die zweite Developer-Preview.
Die erste Beta-Version wurde am 23. Januar veröffentlicht. Beta 2 wurde am 18. Februar veröffentlicht. Beta 2.1 erschien am 27. Februar. Die Plattformstabilität wurde mit Beta 3 erreicht, welche am 13. März veröffentlicht wurde. Beta 3.1 wurde am 18. März veröffentlicht. Beta 3.2 erschien am 2. April. Die vierte Beta wurde von Google am 17. April veröffentlicht. Beta 4.1 wurde am 13. Mai veröffentlicht.
Die Android 16 Developer-Preview ist für alle hauseigenen Google-Pixel-Geräte ab dem Pixel 6 und höher verfügbar.

## Neue Funktionen (Auswahl)
Android 16 bringt kleinere Verbesserungen für Bluetooth LE, wodurch vor allem Hörgeräte profitieren sollen.
Der „Nicht-Stören-Modus“ wird erweitert durch die Möglichkeit, verschiedene Modi zu erstellen.
Android 16 führt Material 3 Expressive als neue Design-Sprache ein, die weitere Personalisierungsmöglichkeiten wie z. B. Live-Updates auf dem Sperrbildschirm einführt: Entwickler können nun dynamische Inhalte wie bei Apples „Live-Aktivitäten“ auf iOS integrieren. M3 Expressive wird jedoch voraussichtlich nicht zum Release von Android 16 verfügbar sein, sondern erst zu einem späteren Zeitpunkt.